# 15
Aquesta pàgina és per a l'any. Per al nombre, vegeu quinze.

## Esdeveniments
- Fundació d'Emona, avui Ljubljana.
- Valeri Grat és anomenat prefecte de Judea.

## Naixements
- Drusil·la, princesa romana, germana i amant de Calígula.
- Valèria Messal·lina, emperadriu romana, esposa de l'emperador Claudi.
- 24 de setembre - Vitel·li: emperador romà